# 48 Group Club
48 Group Club (первоначально 48 Group of British Traders with China — «группа 48 британских трейдеров с Китаем») — некоммерческая организация, базирующаяся в Лондоне, занимающаяся продвижением торговли между Китайской Народной Республикой (КНР) и Великобританией. Группа названа в честь британской торговой делегации из 48 бизнесменов, называвшихся «ледоколами», которые отправились в Китай в 1954 году для установления торговых отношений между двумя странами. Девиз организации «Равенство и взаимная выгода» взят из цитаты Чжоу Эньлая, первого премьер-министра Китайской Народной Республики. Критики утверждали, что организация функционировала как платформа для китайского правительства под контролем Коммунистической партии Китая, чтобы влиять на британские элиты.

## Общая информация
Членами организации «48 Group Club» были Тони Блэр, Джек Стро, Алекс Салмонд, Питер Мандельсон, Кен Ливингстон и другие политики, дипломаты в отставке и видные бизнесмены. Председатель 48 Group Club Стивен Перри стал сторонником инициативы «Один пояс и один путь», и его комментарий был опубликован в государственных СМИ Китая. В феврале 2020 года Перри положительно прокомментировал реакцию КНР на пандемию COVID-19 и заявил, что китайское правительство проявило «невероятную чуткость к нуждам людей».

## Критика
В книге «Скрытая рука: разоблачая, как коммунистическая партия Китая меняет мир» авторы Клайв Гамильтон и Марейке Ольберг заявили:
Короче говоря, по инициативе члена Постоянного комитета Политбюро Чжоу Эньлая Группа 48 была работой трех тайных членов Коммунистической партии Великобритании. С этого момента клуб быстро развил непревзойденный уровень доверия и близости с высшим руководством КПК и превратился в самый мощный инструмент влияния Пекина и сбора разведывательной информации в Соединенном Королевстве. Достигая высших слоев британской политической, деловой, медиа и университетской элиты, клуб играет решающую роль в формировании отношения британцев к Китаю.
В ответ на выход данной книги в июне 2020 года 48 Group Club и его председатель Стивен Перри подали иск о клевете в попытке заблокировать публикацию книги в Канаде, Великобритании и США.